# 찰스 2세
찰스 2세(Charles II, 1630년 5월 29일~1685년 2월 6일)는 잉글랜드, 아일랜드 및 스코틀랜드의 군주이다. 1649년 아버지인 찰스 1세가 잉글랜드 의회의 재판에 의해 처형 된 뒤 왕위 계승을 선언하였으나 공화제를 선포한 잉글랜드 연방이 운영되는 동안 망명 생활을 하여야 하였고 1660년 왕정복고 이후에야 실질적인 군주로서 재위할 수 있었다.
찰스 1세와 앙리에트 마리 드 프랑스 사이의 차남으로,  원래 위에 형이 한 명 있었지만 태어나고 하루 만에 요절했기 때문에 사실상 둘째였던 그가 장남으로 올라가면서 1649년 1월 30일, 아버지 찰스 1세가 처형된 직후인 2월 5일 스코틀랜드 의회에 의해 잉글랜드 왕세자에서 스코틀랜드 국왕으로 선포되었다. 그러나 당시 잉글랜드는 호국경이 정부를 대표하는 공위시대를 이어갔기 때문에 당시 찰스 2세의 잉글랜드 및 아일랜드에 대한 군주 권한 선포는 상징적 주장에 불과하였다. 1651년 9월 3일 우스터 전투를 끝으로 잉글랜드 내전이 청교도를 중심으로 한 의회파의 승리로 종결되자 찰스 2세는 망명하여 프랑스, 네덜란드 등에서 생활하였다.
1658년 올리버 크롬웰의 사망 이후 잉글랜드의 정치가 불안해지자 왕정복고 시도가 이루어졌고 1660년 5월 29일 대중의 환호를 받으며 런던에 입성하여 실질적인 군주로서 재위하게 되었다. 당시 잉글랜드의 모든 공문서는 공위시대를 부정하고 찰스 1세 사망 시점인 1649년 이후 찰스 2세가 왕위를 계승한 것으로 서술한다.
찰스 2세의 실질적 재위 이후 잉글랜드 내전기의 의회파를 지칭하는 원두당에 대립한 왕당파인 기사당이 의회를 장악하여 당시 소집된 의회를 기사 의회라 칭한다. 기사의회는 잉글랜드 국교회를 다시 국교로 지정하고 비국교도를 억압하는 형벌법을 재정하였다. 찰스 2세는 개인적으로 종교적 관용을 지지하고 있었으나 내전 기간 동안 함께 진행되었던 청교도와 성공회의 종교적 갈등을 감안하여 형벌법을 묵인하였다.
찰스 2세의 재위 초기 잉글랜드의 가장 큰 외교 현안은 제2차 잉글랜드-네덜란드 전쟁이었다. 당시 유럽은 30년 전쟁 이후로도 로마가톨릭과 개신교 사이의 종교적 갈등이 극심한 상황이었고 잉글랜드와 네덜란드는 공식적으로 가톨릭에 맞선 개신교 동맹의 한 축이었으나 북해의 재해권을 놓고 경쟁하고 있었다. 찰스 2세의 어머니인 앙리에트 마리는 프랑스의 왕녀였고 이러한 혈연으로 프랑스의 루이 14세는 찰스 2세와 사촌지간이었다. 찰스 2세는 루이 14세와 도버 밀약을 맺고 네덜란드와의 전쟁에서 프랑스의 지원을 받았다. 찰스 2세는 프랑스의 지원에 대한 댓가로 가톨릭에 대한 관용 정책을 약속하였으나 이는 의회의 반대로 실현되지 못하였다.
1679년 의회에서 가톨릭교도는 잉글랜드의 국왕이 될 수 없다는 배척법이 발의되어 배척법 위기가 촉발되었다. 의원들은 배척법안데 대한 입장에 따라 이를 지지하는 휘그당과 반대하는 토리당으로 나뉘었고 이후 잉글랜드 의회는 여당과 야당이 나뉘는 정당 정치가 발달하였다. 찰스 2세는 은연중에 토리당을 지지하였다.
1683년 일부 휘그당원이 포함되어 국왕 시역을 계획한 라이 하우스 음모가 발각되자 찰스 2세는 의회를 해산하였다. 해산된 의회는 찰스 2세가 사망할 때까지 다시 열리지 않았다.
찰스 2세는 측근들이 쉽게 접근할 수 있는 친근한 성품이었지만 정치적 사안에 대한 고집도 커서 그의 견해를 바꾸도록 하는 것은 거의 불가능하였다. 찰스 2세의 궁정은 도덕적 문란으로 악평이 높았다. 왕비인 포르투갈의 왕녀 카타리나 사이에는 자녀가 없었지만 찰스 2세는 여러 정부를 두어 스스로 자신의 사생아로 인정한 자녀만 12명에 달했다. 후사가 없었기 때문에 찰스 2세의 사망 후 왕위는 동생인 제임스 2세가 계승하였다.

## 내전 속에서 보낸 유년기

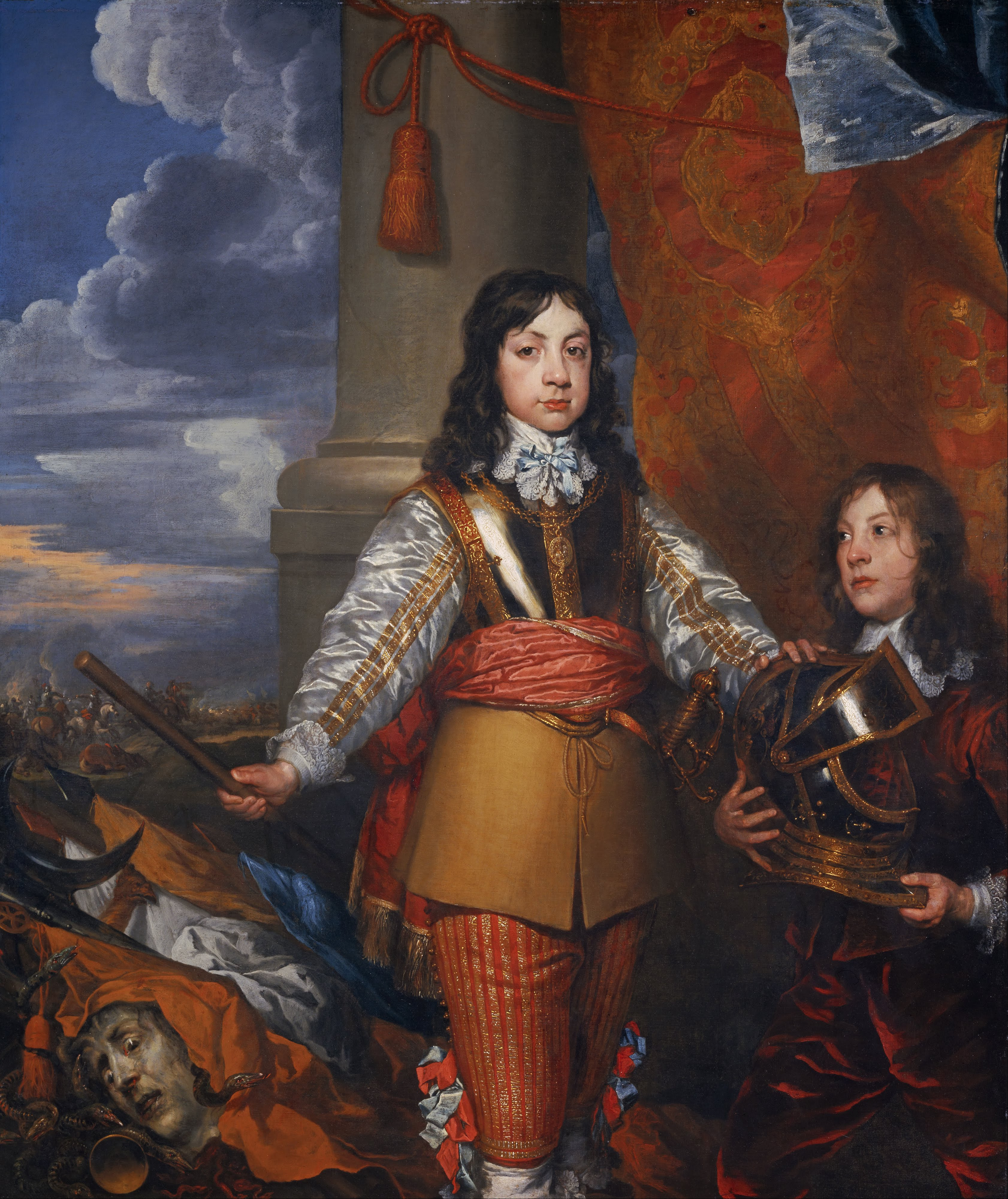
어린 시절의 찰스 2세와 그의 동생 제임스.

찰스 1세와 앙리에트 마리 드 프랑스 사이에는 1629년 5월에 태어난 또 다른 찰스가 있지만 태어나자 마자 사망하였다. 이듬해인 1630년 5월 29일  런던의 세인트제임스 궁에서 태어난 찰스는 이들 부부의 차남이었지만 장남으로 인정되었다. 태어난 지 한 달쯤이 지난 6월 27일 왕실예배당에서 윌리엄 로드가 세례식을 집전하였다. 윌리엄 로드는 훗날 캔터베리 대주교에 임명되어 잉글랜드 내전의 한 복판에서 활동하다 의회파에 의해 처형된다. 프랑스의 공주였던 어머니와 외삼촌인 루이 13세, 외할머니 마리 드 메디시스는 모두 당대 유럽의 쟁쟁한 가톨릭 명사들이었다. 찰스는 잉글랜드 군주의 장남으로서 태어나면서 자동으로 콘월 공작과 로스시 공작이 되었으며 8 세가 되면서 잉글랜드의 왕세자 직위인 웨일스 공에 책봉되었지만 이후 이어진 내전으로 공식적인 지위를 인정받지는 못하였다.
찰스 1세와 잉글랜드 의회의 갈등은 결국 1642년 잉글랜드 내전을 불러왔다. 의회가 런던을 장악하자 찰스 1세는 궁정을 옥스퍼드로 옮겼고, 왕자였던 찰스와 제임스 역시 옥스퍼드에서 생활하였다. 찰스 1세는 그해 10월 있었던 에지힐 전투에 왕자들을 동행하게 하였다. 1645년 찰스 1세는 왕세자를 웨스트컨트리의 사령관으로 임명하였는데 당시 왕세자 찰스는 15세에 불과하였기 때문에 사령관은 명목상 지위에 불과하였다.
초기에 지지부진하던 전황은 1646년 무렵부터 의회파가 우세한 상황으로 흘러갔고 찰스 1세는 왕세자가 포로로 잡히는 일을 방지하고자 망명을 보내기로 하였다. 콘월주의 팰머스에서 잉글랜드를 떠난 찰스는 실리 제도, 저지섬 등으로 옮겼다가 결국 자신의 모친이 이미 망명하여 있던 프랑스로 갔다. 당시 프랑스의 국왕은 찰스의 사촌인 루이 14세였다. 한편 찰스 1세는 결국 1646년 5월 의회파에 사로잡혔다.
1차 내전의 종료 시점까지도 의회파는 찰스 1세가 의회의 권리를 인정할 것을 요구할 뿐 군주제를 철폐할 생각은 없었다. 그러나 찰스 1세는 의회의 요구에 명확한 답을 하지 않은 채 시간을 끌면서 스코틀랜드의 언약도를 의회파에서 이탈시켜 자신의 권좌를 되찾고자 하였고, 이 때문에 1648년 2차 내전이 시작되었다. 2차 내전이 일어나자 찰스는 네덜란드의 헤이그로 옮겼는데 여동생 메리와 결혼한 오라녜 공 빌럼 2세가 어머니의 친정인 프랑스보다 잉글랜드 왕실에 더 도움이 될 것이라는 판단 때문이었다. 네덜란드의 후원을 받은 찰스는 의회파 함대 일부를 패퇴시키기도 하였으나 스코틀랜드의 언약도 왕당파였던 인게이저가 프리스턴 전투에서 신형군에게 패배할 때까지도 이들과 합류하지 못하였다. 잉글랜드 내전은 이로서 왕당파의 패배로 종결되었고 왕세자 찰스는 망명 생활을 계속할 수 밖에 없었다.
이 시기 왕세자 찰스는 루시 월터를 정부로 두었다. 둘 사이의 아들 제임스 크로프츠는 훗날 찰스 2세의 수 많은 사생아 가운데서도 사람들 사이에서 이름이 가장 많이 오르내리는 인물이 된다. 왕정복고 이후 찰스 2세의 왕위 계승을 두고 의회 일부는 가톨릭으로 의심받던 동생보다 확실한 개신교도였던 사생아를 지지하였고 이를 위해 루시 월터가 찰스와 비밀리에 정식으로 결혼하였다고 주장하였다.
1647년부터 의회파에 의해 연금되어 있던 찰스 1세는 두 차례의 내전에 대한 책임을 묻는 재판에 넘겨졌고 1649년 1월 30일 처형되었다. 국왕을 처형한 잉글랜드 의회는 공화제를 선언하여 잉글랜드 연방을 수립하였다. 그러나 잉글랜드 의회와 달리 스코틀랜드 의회는 군주제 옹호를 결의하고 찰스 2세의 왕위 계승을 선언하였다. 오늘날 영국으로 통합된 그레이트브리튼섬의 잉글랜드와 웨일스 및 스코틀랜드는 당시에는 그저 같은 군주가 군림하여 동군연합을 이룬 독자적인 국가들이었기 때문에 잉글랜드 의회의 결정이 효력을 미치는 범위는 실질적으로 통합되어 있던 웨일스까지 였고 스코틀랜드 의회는 독자적 결정을 할 수 있었다.

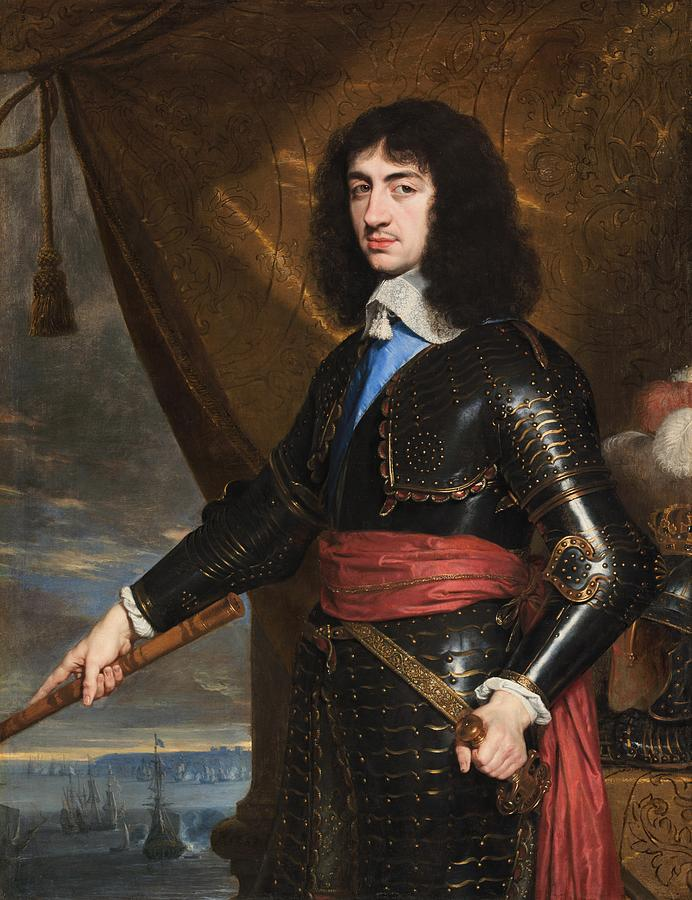
망명 중의 찰스 2세

스코틀랜드는 잉글랜드와 달리 내전 이전부터 장로교를 인정받고 있었고 의회 역시 장로교의 일파인 언약도에 의해 장악되어 있었다. 찰스 1세가 처형당한 지 며칠이 지난 2월 5일, 에든버러의 스코틀랜드 의회는 찰스 2세를 스코트인의 왕으로 선언하였다. 그러나 이러한 선언은 스코틀랜드 교회가 내전에서 승리한 잉글랜드의 청교도로 부터 교회의 독립을 지키기 위한 성격이 강했다. 둘은 모두 장로교였고 1차 내전에서 엄숙동맹과 언약을 통해 동맹을 맺고 찰스 1세와 맞섰으나 2차 내전에서는 스코틀랜드 교회의 언약도들이 왕당파로 돌아서 잉글랜드의 청교도와 싸웠기 때문에 스코틀랜드 입장에서는 잉글랜드의 청교도가 자신들의 종교를 간섭할 것을 우려할 수 밖에 없었다. 이런 사정 때문에 스크틀랜드 의회는 찰스 2세의 왕위 계승을 선언하고서도 찰스 2세가 장로교를 국교로 선언해야만 스코틀랜드로 입국할 수 있다는 단서를 달았다.
당시 찰스 2세의 스코틀랜드 측근은 내전 시기부터 왕당파로 활약하였던 몬트로스 후작 제임스 그레이엄이었다. 찰스 2세는 몬트로스 후작에게 소규모 병력으로 오크니 제도에 상륙하여 무력 시위를 벌이도록 하였다. 몬트로스 후작은 찰스 2세가 잉글랜드와 협상을 벌일 것이 두려워 이 명령에 따랐으나 상륙 직후 스코틀랜드에 체포되어 처형되었다. 보다 유리한 조건을 마련하고자 했던 일이 예상치 못한 방향으로 흘러가자 찰스 2세는 1650년 브레다에서 스코틀랜드 의회와 마지못해 협약을 맺고 자신이 국왕으로 군림하게 될 잉글랜드와 스코틀랜드 모두에서 장로교를 국교로서 인정하겠다고 약속하였다.

## 스코트인의 왕
찰스 2세는 1650년 6월 23일 스코틀랜드로 들어가 브레다 협약에 공식적으로 동의하였다. 이 결정으로 찰스 2세는 스코틀랜드에서 확고한 지지를 얻게 되었으나 전통적인 수장령에 따른 성공회의 포기로 잉글랜드 내의 인기는 추락하게 되었다. 그러나 찰스 2세의 이러한 결정은 그저 왕권을 위한 것이어서 찰스 2세 스스로는 스코틀랜드 언약도를 "위선자", "악당" 등으로 부르며 혐오하고 있었다. 스코틀랜드 의회는 찰스 2세가 기거할 수 있도록 포클랜드궁을 제공하였다. 포클랜드궁과 퍼스에 당시 찰스 2세를 위한 지출 기록이 남아있다. 이곳에서 찰스 2세는 철에 따라 사프란, 육두구, 계피, 정향, 생강과 같은 향신료를 사용한 요리를 먹었고 매 식사마다 설탕과 타르트가 제공되었다.

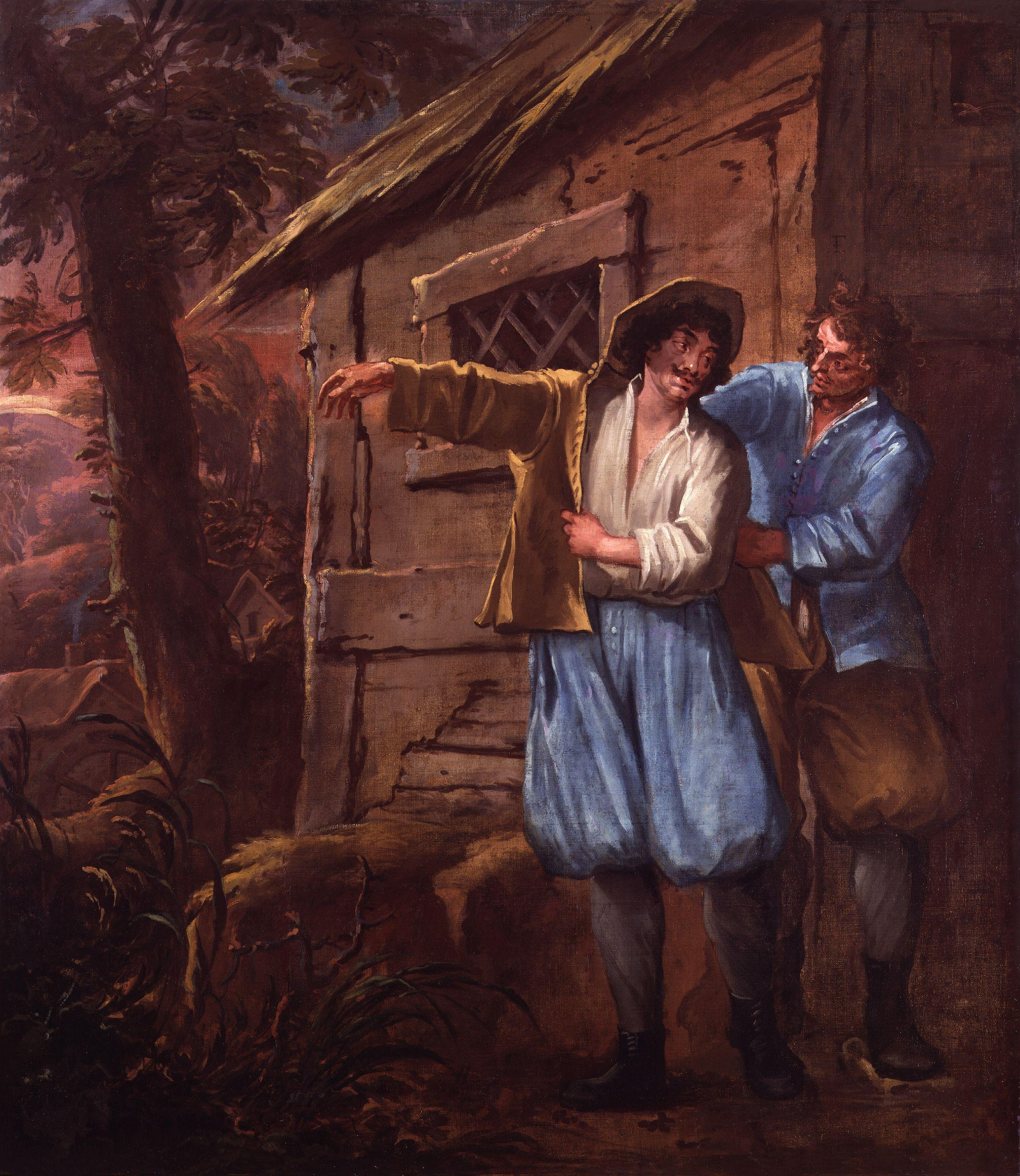
탈출을 위해 변장하는 찰스 2세

찰스 2세의 스코틀랜드 즉위는 잉글랜드의 반발을 불러왔다. 1650년 올리버 크롬웰은 스코틀랜드를 침공하였고 이로서 잉글랜드-스코틀랜드 전쟁이 1652년까지 이어졌다. 한편 스코틀랜드 의회는 타협을 원하는 온건파와 급진적인 커크당으로 양분되어 있었고, 1650년 9월 3일 던바에서 스코틀랜드 군대는 훨씬 적은 수의 잉글랜드 신형군에게 대패하였다. 당시 찰스 2세는 인게이저와 합류하기 위해 이동하다 커크당에 의해 "구출"되었는데 이로서 커크당은 찰스 2세의 최측근 자리를 차지할 수 있게 되었다. 던바 전투의 패배에도 스코틀랜드는 왕정복고에 대한 희망을 놓지 않았다. 여전히 전쟁이 진행 중이던 1651년 1월 1일 찰스 2세는 퍼스셔의 스콘 수도원에서 스코트인의 왕으로 대관식을 치렀다. 그 사이 크롬웰의 군사적 압박은 지속되고 있었지만 커크당이 찰스 2세를 둘러싸고 있는 상황에서 아가일 후작을 비롯한 오랜 전투 경험을 지닌 많은 언약도 군인들이 참전을 거부하고 있었다. 이 때문에 잉글랜드에서 스코틀랜드로 피신하여 있던 왕당파들만이 단독으로 남부로 이동하여 잉글랜드 신형군과 맞서게 되었고 9월 3일 벌어진 우스터 전투에서 대패하여 전쟁은 사실상 잉글랜드 의회의 승리가 확정되었다. 잉글랜드 의회가 찰스 2세의 머리에 1천 파운드의 현상금을 걸자 찰스 2세는 목숨이 위태로운 상황이 되었다. 찰스 2세의 키는 당시로서는 무척 큰 편인 6 피트 (1.8 m)이었기 때문에 쉽게 다른 사람인 것처럼 변장할 수도 없었고 나중에 처형될 것이 두려웠던 사람들의 냉대를 받았지만, 찰스 2세는 우여곡절 끝에 탈출에 성공하여 10월 16일 노르망디에 상륙할 수 있었다.
내전을 종결지은 잉글랜드 의회는 1653년 통치장전을 마련하고 올리버 크롬웰을 호국경으로 추대하였다. 그 사이 찰스 2세는 파리 인근 생제르맹앙레에 머물면서 루이 14세가 보내는 한 달 600 리브르로 생활하였다. 겨우 품위를 유지할 자금 밖에 없던 찰스 2세는 크롬웰 정부를 전복할 시도조차 할 수 없었다. 한편 스튜어트가와 혈연에도 프랑스와 네덜란드는 스페인에 대항하기 위해 크롬웰과 협약을 맺었고 찰스 2세는 이제 이들 후원을 기대할 수 없는 처지가 되었다. 1654년 크롬웰은 프랑스에 찰스 2세 추방을 압박하였고, 찰스 2세는 당시 스페인령이었던 남부 네덜란드로 옮겨가게 되었다.
1656년 찰스 2세는 스페인과 브뤼셀에서 조약을 맺고 프랑스와 맞서기로 하였다. 그는 네덜란드로 망명와 있던 왕당파를 끌어 모아 군대를 구성하였지만, 훈련 조차 제대로 되어있지 않은 오합지졸에 수도 많지 않았다. 그 작고 비루하며 급여도 적은 군대가 찰스 2세의 복위 후 왕당파 핵심을 이루게 된다. 1657년 올리버 크롬웰의 잉글랜드 연방은 네덜란드와 스페인을 상대로 하는 조약을 맺었다. 한편 스페인으로 피신하였던 왕당파들은 이에 맞서 찰스 2세 동생 요크 공작 제임스를 중심으로 군대를 결성하였다. 1658년 됭케르크에서 두 진영이 전투를 벌일 당시 찰스 2세 군대는 2천 명 가량이었다. 스페인 군대 예하로 편입된 찰스 2세 군대는 전투 후 절반에 불과한 1천여 명만 남았다. 프랑스 잉글랜드 연합이 스페인 군대를 꺽자 군대를 이끌고 잉글랜드의 왕권을 되찾겠다는 찰스 2세 꿈은 물거품이 되었다.

## 왕정복고
찰스 2세 왕정복고는 잉글랜드 연방 내부 분열 덕분에 가능하였다. 1658년 올리버 크롬웰이 사망하자 아들 리처드 크롬웰이 호국경을 계승하였지만, 아무런 실무 경험이 없는 리처드가 마치 왕위를 물려받듯 호국경을 계승하자 신형군이 크게 반발하였고, 리처드 크롬웰은 이듬해인 1659년 물러날 수 밖에 없었다. 권력 공백으로 불안이 커지자 스코틀랜드 총독이었던 앨버말 공작 조지 멍크는 런던으로 진군하여 잔부의회를 해산시키고 20년 만의 총선을 선포하였다.

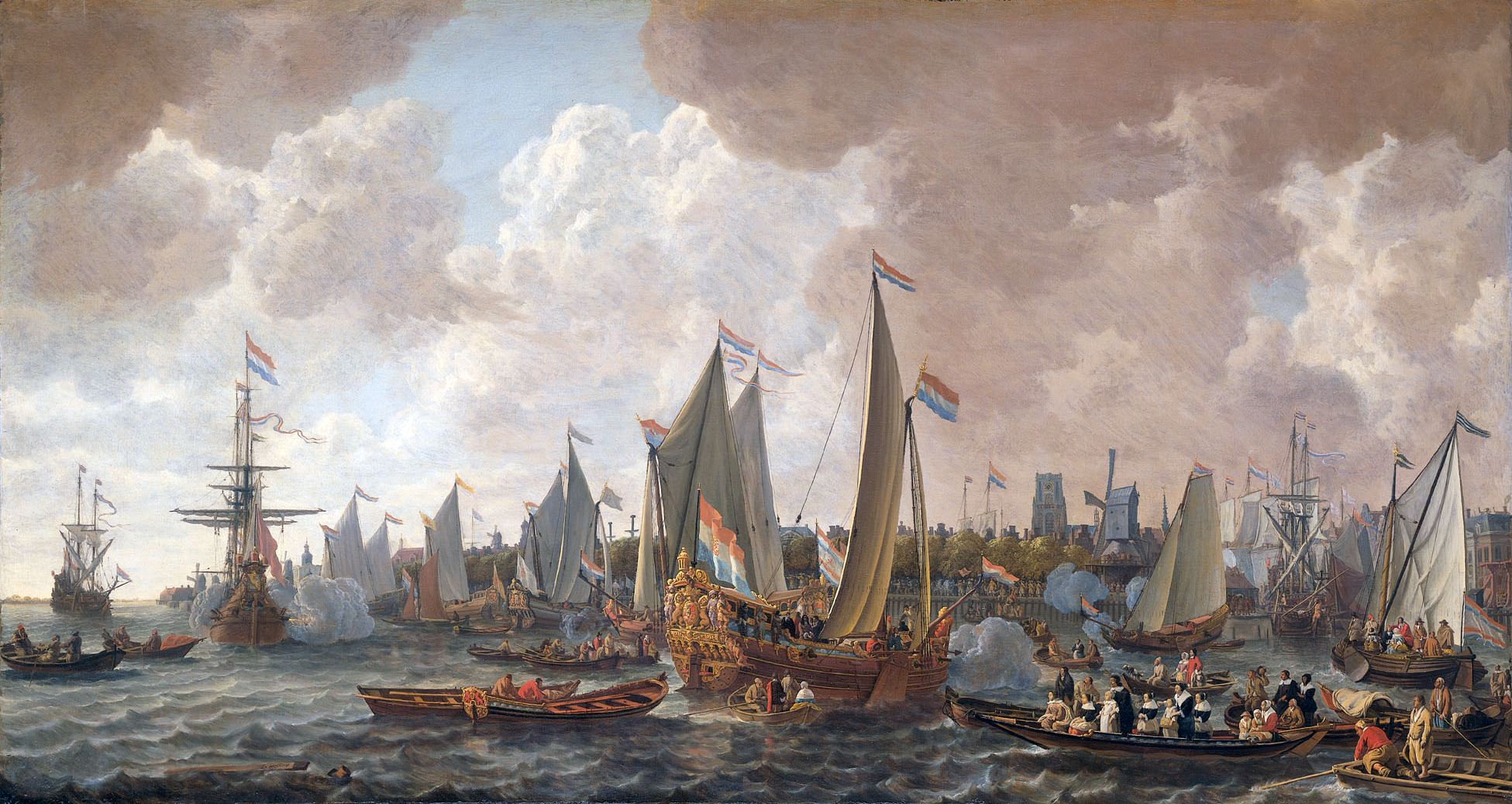
찰스 2세의 귀환.리브 베르슈이어의 그림.

청교도 의원들은 임기를 끝내기전 차기 선거에서 장로교도가 우대받을 수 있도록 출마 자격을 규정하였으나 내전 이후 중단되었던 선거가 다시 치러지자 의회는 성공회와 청교도 수가 적절한 균형을 유지하는 상황이 되었다. 군주제와 공화제 어느 쪽에도 충성 서약을 강요당하지 않았기 때문에 소집권자 없이 개회하였다는 의미에서 공회 의회로 불린 이 의회는 1660년 4월 25일 소집되었다. 한편 찰스 2세는 개원 직전인 4월 4일 브레다 선언을 발표하여 종교적 관용 보장과 시역 가담자를 제외한 청교도에 대한 사면, 재산 몰수 금지, 그리고 무엇보다 의회와 협치를 약속하였다. 의회는 브레다 선언을 환영하면서 찰스 2세를 국왕으로 승인하고 런던 귀환을 요청하였고, 이 소식은 며칠 후인 5월 8일 브레다에 있는 찰스 2세에게 전해졌다. 이로서 찰스 1세 처형 이후 지속되었던 공위시대가 끝을 맺었고 잉글랜드는 다시 군주국이 되었다. 아일랜드 역시 5월 14일 찰스 2세를 아일랜드 왕으로 인정하면서 찰스 2세는 내전 이전에 찰스 1세가 가졌던 모든 왕위를 다시 확보하였다.
스헤베닝언에서 출항한 찰스 2세는 5월 23일 도버에 도착하였고 30세 생일인 5월 29일에 맞추어 런던에 도착하였다. 찰스 2세는 의회와 약속한 망각의 법을 통해 청교도를 사면하였지만, 찰스 1세 처형 시역가담자를 포함한 50여 명을 사면하지 않았다. 국왕 입회 재판을 통해 9명에 대해 교수척장분지형을 내렸고 나머지 인원도 종신형을 받거나 공직에서 제외한 처분을 받았다. 공화제 정권 핵심이었지만 이미 사망한 올리버 크롬웰, 헨리 아이레튼, 존 브래드쇼 등 무덤을 파해쳐 부관참시하였다.
의회는 찰스 1세와 내전까지 치른 원인 가운데 하나였던 국왕 수조권을 다시 인정하여 소비세와 무역세를 궁정 수입으로 인정하였다. 당시 이 수입은 연간 1백2십만 파운드 가량이었다. 그러나 실제 세수는 늘 기대치보다 낮았기 때문에 찰스 2세는 지출을 줄일 수 밖에 없었다. 찰스 2세는 세수를 늘리기 위해 설치 한 벽난로 수마다 세금을 매기는 난방세를 도입하였지만 당연히 시민은 반발했다. 17세기 당시 잉글랜드 세금은 재산세와 같은 직접세와 맥주 등에 부과했던 소비세, 그리고 각종 해외 무역에 부가한 관세와 무역세 등이었다. 공화제인 잉글랜드 연방 시기를 제외하면 제산세 부과는 정부 재정에 그리 크지 않았는데 잉글랜드의 각지를 실제 장악하고 있던 젠트리 도움 없이는 국정 운영이 불가능하였기 때문이다. 새로 선출된 공회 의회의 의원 역시 대부분이 지역의 토지를 소유한 젠트리였고 이들 협조를 얻기 위해서라도 재산세 납부를 강하게 압박할 수는 없었다. 잉글랜드 왕정복고는 공화제 치하에서 있었던 직접세 납부 증가에 대한 젠트리의 염증이 한 측면으로 작용하였다.:348-353

## 기사 의회

### 형벌법
1660년 12월 공회 의회가 해산되고 1661년 4월 23일 웨스트민스터 사원에서 찰스 2새의 대관식이 치러진 뒤 새로운 의회가 구성되었다. 앞선 공회 의회가 과도기적인 구성을 보인데 비해 새롭게 구성된 의회는 왕당파가 압도적이어서 기사당의 의회라는 의미로 기사 의회라 불린다. 왕당파가 장악한 의회는 잉글랜드 교회를 다시 성공회가 국교인 시기로 되돌리고자 하였으며 잉글랜드 국교회에 대해 순응하지 않는 비국교도를 억압하기 위한 법률을 제정하기 시작하였다. 1661년 제정된 기관법은 국교도만이 공직을 맡을 수 있도록 제한하였고 공무원의 신앙 확인과 충성 서약이 의무화되었다. 1662년에는 잉글랜드 교회의 전례를 표준화하는 통일령을 통해 공동기도서 만을 사용하도록 하였으며 1665년에는 비밀집회 금지법을 제정하여 비국교도가 5인 이상 모이는 집회를 불법화하면서 5마일령을 통해 출교된 성직자가 교회의 5 마일 안으로 들어오는 것을 금지하였다. 찰스 2세가 애초 약속했던 종교적 관용과 달리 내전 이전 시기의 종교 정책으로 회귀를 의미하는 이러한 일련의 조치로 형벌법 체제가 강화되었다. 형벌법은 청교도를 의식하고 제정되었으나 이후 아일랜드의 가톨릭 교도가 공직에 나서지 못하는 족쇄로도 작용하였다.

### 세속주의
종교적 엄숙주의를 보였던 청교도가 쇠퇴하자 사회는 다시 세속적인 모습이 늘어났다. 크롬웰의 호국경 정치 기간 동안 폐쇄되었던 극장들이 다시 문을 열고 각종 공연을 벌였다. 이전의 극장 공연 허가 조건은 공연자를 남자로 제한하였기 때문에 당시 잉글랜드의 극장들은 여성 역할을 위해 소년 배우를 기용하였는데, 찰스 2세는 "역할에 자연스러운 배우"를 허락하여 여성이 무대에 오를 수 있게 되었다.

### 흑사병과 대화재

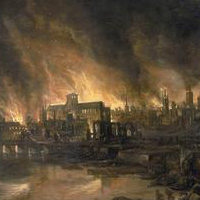
1666년에 일어난 런던 대화재

1665년 런던 대역병이 창궐하였다. 14세기 이후 간헐적으로 반복된 흑사병 유행이 다시 시작된 것이다. 역병의 최고조기인 9월에는 매주 7천여 명이 사망하였다. 찰스 2세와 왕실은 솔즈베리로 피신하였고 의회는 옥스퍼드로 옮겨졌다.  겨울이 되어 역병이 잦아들자 찰스 2세는 이듬해인 1666년 2월 런던으로 돌아왔다.
1666년에는 런던 대화재가 일어났다. 오랫동안 건조한 날씨가 계속된 뒤인 9월 2일 푸딩 래인에서 시작된 화재는 강한 바람을 타고 번져나갔고 겨울의 난방을 위해 곳곳에 비축되어 있던 땔감이 화재를 키웠다. 이 화재로 세인트 폴 대성당을 포함하여 약 13,200채의 가옥과 87개의 교회가 소실되었다. 재난 상황에서 흔히 그렇듯 런던 대화재에서도 각종 음모론이 들끓었는데 특히 가톨릭교도가 불을 질렀다는 소문이 대중들 사이에 퍼졌다. 찰스 2세는 직접 화재 진압을 지휘하며 재난을 극복하고자 노력하는 군주의 모습을 보이려 하였다.
당시 사람들은 1664년 말에서 1665년 사이 관측된 혜성을 연속된 재난의 원인으로 생각하였다. 혜성이 나타나자 점성술가였던 존 가드배리가 대재앙을 예언하였고, 마치 이 예언이 적둥하기라도 하는 듯 3년 사이 두 차례의 재앙이 런던을 휩쓸었기 때문이다. 17세기는 전세계적으로 소빙기로 인한 기근이 있던 시기였기 때문에 자연에 대한 두려움이 더욱 컸다.

## 외교 정책
1662년 찰스 2세는 포르투갈의 왕녀 카타리나와 결혼하였다. 전형적인 정략 결혼이었던 이 결혼은 1640년부터 스페인에 대항하여 독립 전쟁을 벌이고 있던 포르투갈이 잉글랜드를 새로운 동맹으로 삼고자 하면서 성사되었다. 포르투갈은 왕녀의 지참금으로 인도의 뭄바이와 북아프리카의 탕헤르를 잉글랜드에 양도하였다. 탕헤르는 이후 잉글랜드의 골칫거리가 되었지만, 뭄바이 식민지의 확보는 이후 잉글랜드의 해외 확장에 큰 밑바탕이 되었다. 이 결혼에서 잉글랜드가 30만 파운드에 달하는 인도 무역 특권을 얻는 댓가로 포르투갈은 스페인에 대항할 수 있는 잉글랜드의 해군 지원을 확보할 수 있었다. 카타리나는 5월 13-14일 무렵 포츠머스에 도착하였고 찰스 2세는 20일에야 당도하여 결혼식을 올렸다. 둘은 포르투갈의 요청에 따라 비밀리에 가톨릭 전례에 따른 혼례를 먼저 치르고 이후 잉글랜드 국교회의 전례에 따른 공개적인 혼인식을 따로 치렀다. 이 해에 찰스 2세는 잉글랜드의 군사 요충지였던 됭케르크를 37만5천 파운드를 받고 루이 14세에게 매각하였다. 유럽 대륙의 군사 거점을 잃게 되는 이 조치는 그다지 인기가 없었지만 찰스 2세 입장에서는 해마다 32만1천 파운드의 비용이 들어가고 있던 해외 기지의 유지가 오히려 비효율적이었다.

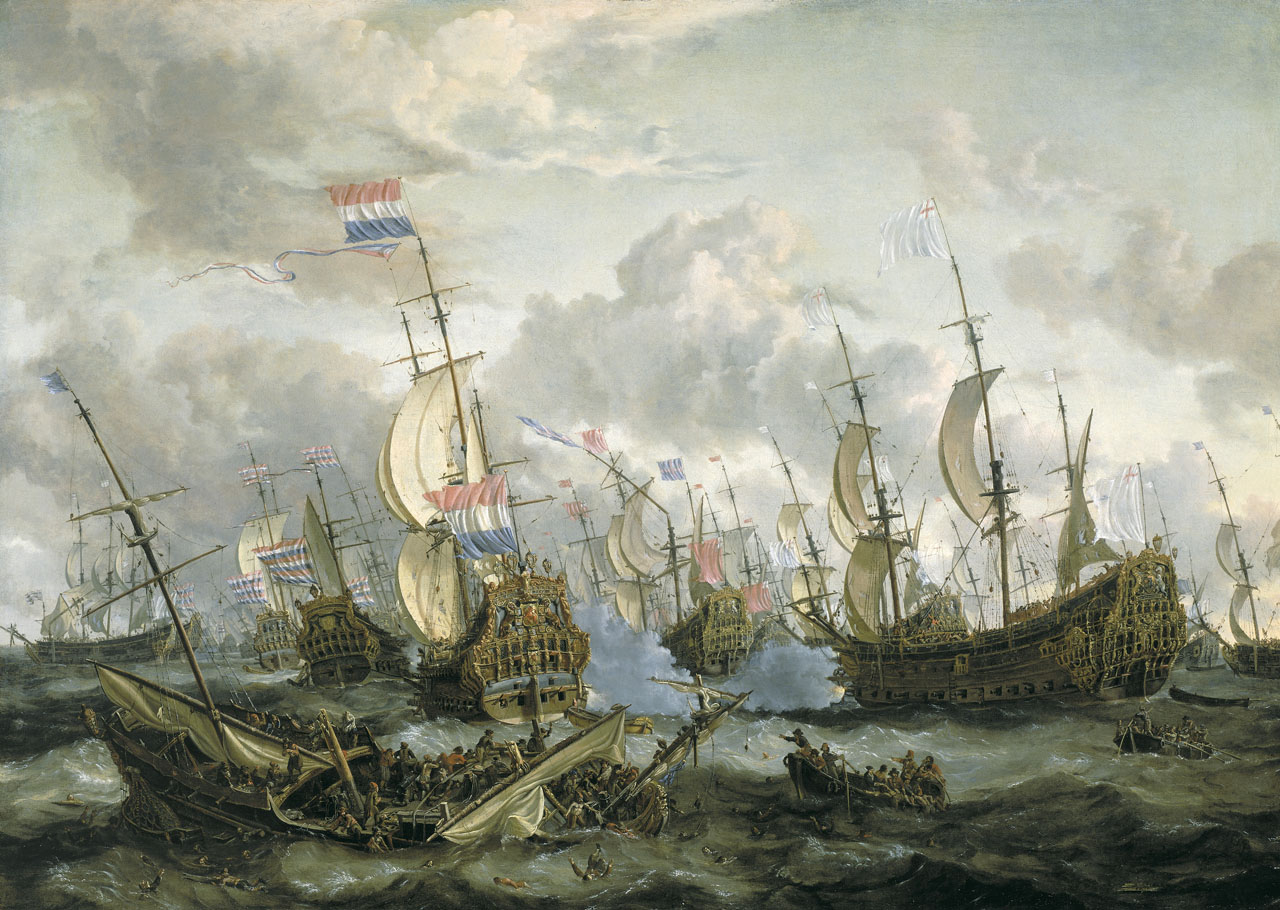
1666년 잉글랜드와 네덜란드 사이에 벌어진 사일해전

크롬웰 집권 당시인 1650년 항해법으로 막대한 무역 손실을 입은 네덜란드는 1652년 제1차 잉글랜드-네덜란드 전쟁을 시작하였다. 네덜란드는 왕정복고 뒤 상황 변화를 기대하였지만 이미 무역을 통한 세금을 확보하게 된 잉글랜드는 오히려 네덜란드의 북아메리카 식민지를 노리고 있었다. 1665년 잉글랜드가 네덜란드의 니우암스테르담을 공격하여 제2차 잉글랜드-네덜란드 전쟁이 시작되었다. 잉글랜드는 니우암스테람을 함락시켰고 찰스 2세는 동생인 요크 공작 제임스에게 헌정하는 의미로 도시 이름을 뉴욕으로 바꾸었다. 개전 초기 해외에서는 잉글랜드가 승기를 잡았지만 1667년 네덜란드가 잉글랜드 본토에 대한 기습 공격을 감행하여 잉글랜드 해군의 거의 모은 함선이 기항으로 사용하던 템스강을 거슬러 올라왔다. 네덜란드는 정박 중이었던 잉글랜드 전함을 무차별적으로 불태웠고 잉글랜드 해군은 로열 찰스호를 제외한 모든 선박을 잃었다. 이로서 잉글랜드는 재해권을 상실하였고 해외의 성과에도 불구하고 평화 조약 협상을 할 수 밖에 없었다. 살아남은 로열 찰스호는 네덜란드에 배상금 명목으로 인도되었다. 이 배의 명판은 오늘날  암스테르담 국립미술관에 전시되어 있다. 양국은 브레다 조약으로 평화 협정을 맺었는데, 잉글랜드가 뉴욕을 차지하고 네덜란드가 수리남을 차지한다는 것 외에는 전쟁 전 현상을 유지한다는 조건이어서 잉글랜드의 해군 상실을 제외하면 양측 모두 이렇다할 성과가 있지는 않았다.:349
전쟁이 흐지부지 마무리되고 해군이 막대한 피해를 입게 되자 찰스 2세는 누군가 책임을 전가할 사람이 필요하였다. 그는 기사 의회에서 형벌법에 앞장서며 정국을 주도하였던 클라렌던 백작을 희생양으로 삼았다. 클라렌던은 반역죄로 사형이 선고되자 프랑스로 망명하였고 이제 의회는 클리퍼드 남작, 알링턴 백작, 버킹엄 공작, 로더데일 공작 등의 다섯 명이 주도하게 되었다. 이들은 작위의 머릿글자를 따서 흔히 카발(Cabal)로 불렸는데, 참으로 얄궂게도 카발은 권력을 탐하는 도당이란 의미가 담겨있는 말이다. 그러나 함께 묶여 불린 것과 달리 이들 다섯은 협력하기 보다 서로에게 경쟁적이었고 특히 알링턴 백작과 버킹엄 공작이 파벌을 형성하여 대립하였다.
1668년 잉글랜드는 스페인과 프랑스 사이에서 벌어진 상속 전쟁에서 예전의 적국이었던 스페인을 지지하게 되었다. 이에 따라 동맹 관계 역시 재조정을 할 수 밖에 없었고 스웨덴과 옛 적대국인 네덜란드와 동맹을 맺었다. 루이 14세의 스페인 영지 요구는 서로 적대적인 나라가 동맹을 맺는 구실이 되고 말았다. 프랑스는 동부의 프랑슈콩테를 점령하였으나 지나친 확전을 우려하는 참전국들의 중재로 반환하고 대신 남부의 영토들을 획득하는 엑스라샤펠 조약을 채결하였다. 루이 14세는 마지못해 조약에 서명하면서도 자신의 패권주의를 거둘 생각이 없었고 네덜란드를 굴복시키고자 하였다. 한편 찰스 2세는 계속되는 재정 압박 때문에 1670년 프랑스와 도버 밀약을 맺고 연간 16만 파운드의 자금을 지원받기로 하였다. 찰스 2세는 자금의 댓가로 군사적 지원과 함께 "왕국이 허락하는 대로" 가톨릭 개종을 약속하였다. 루이 14세는 찰스 2세와 밀약을 실현시키기 위해 6천 명의 병력으로 잉글랜드를 침공할 계획을 세웠다. 반면 찰스 2세는 급한 불을 끄게 되자 프랑스와의 밀약이 탄로나는 것을 막고자 하였다. 찰스 2세가 실제로 개종할 의사가 있었는 지 아니면 그저 프랑스를 상대로 한 외교적 수사에 불과하였는 지는 명확치 않다.
이 즈음 찰스 2세는 동인도회사의 권한을 강화하였다. 그 동안 합자회사로 운영되던 잉글랜드 동인도회사는 주식회사로 전환되었고, 인도에서의 자체적 정부 구성, 요새와 군대의 설치, 자체적인 현지 동맹 결성, 독자적인 교전권, 현지의 형사관할권을 부여받아 사실상 식민지배기구가 되었다. 1668년 초 찰스 2세는 아내 카타리나의 지참금이었던 뭄바이의 섬들을 명목상 금액인 10파운드에 동인도회사에게 임대하였다. 반면 여러 국가가 걸린 분쟁지역으로 유지 비용이 컸던 탕헤르는 1684년 모로코에 반환하였다. 1670년 찰스 2세는 허드슨 베이 회사에 허드슨만의 관할권을 부여하면서 잉글랜드 내전 시기 왕당파의 맹장이자 자신의 친척이었던 라인 공자 루퍼트의 이름을 따 루퍼츠랜드라 이름붙였다.

## 의회와 갈등
가톨릭 국가인 프랑스와 밀약을 맺은 탓으로 찰스 2세는 기사 의회가 강하게 추진하는 형벌법에 의한 비국교도 억압이 불편한 상황이 되었다. 1670년대 동안 의회는 찰스 2세가 벌이는 전쟁이나 종교 정책에서 소외되었다. 1672년 찰스 2세는 다시 종교적 관용을 내세우며 비국교도에 대한 형벌법 유예를 선언하는 한편 공개적으로 프랑스 지지를 선언하고 제3차 네덜란드 전쟁을 시작하였다.
기사 의회는 이미 제정된 법률을 국왕이 임의로 유예할 수 없다고 주장하였고, 위기를 느낀 찰스 2세는 자신의 선언을 철회하고 의회가 마련한 심사율에 동의하였다. 심사율은 기독교 전례의 핵심 가운데 하나인 성찬례에 대한 신학적 해석 차이에 기반한 것으로, 공직을 맡은 사람은 모두 의무적으로 가톨릭의 화체설을 부정하고 성공회의 전례만 따를 것을 서약하도록 강제하였고, 또한 가톨릭의 전례가 "우상을 숭배하는 미신"에 불과하다고 공표하도록 강제하였다. 기사 의회의 실권자 가운데 하나였던 클리포드 남작은 아마도 비밀리에 가톨릭으로 개종한 것으로 추정된다. 클리포드 남작은 심사율에 따른 서약을 거부하고 공직에서 사임한 뒤 얼마 뒤 사망하였다. 아마도 자살이었을 것이다.
3차 네덜란드 전쟁은 별다른 성과 없이 지지부진하였다. 1674년 의회는 추가적인 전쟁 예산 책정을 거부하여 찰스 2세가 평화 협상을 시작하도록 강제하였다. 클리포드 남작의 자리를 대신한 던비 공작은 의회와 궁정 양측의 공격에 직면하였고 카발의 구성원 모두의 권세가 수그러들고 있었다. 반면 왕당파의 의회로 시작하였던 기사 의회 내에서는 찰스 2세의 친가톨릭 성향에 대한 우려와 잉글랜드의 자유에 대한 요구가 나날이 커지고 있었다. 그들은 언젠가 가톨릭이 나라를 집어 삼킬 것이라 우려하며 국왕의 "친가톨릭적인 독단"을 비난하였다.
한편 찰스 2세의 아내 카타리나의 임신은 계속하여 유산과 사산으로 이어지며 후사를 가질 수 없었다. 후사가 없는 상태에서 찰스 2세가 사망할 경우 왕위를 계승할 추정상속인은 그의 동생 요크 공작 제임스였지만, 대중들 사이에서 제임스는 이미 공공연한 가톨릭 신자였기 때문에 이들의 불만을 달랠 필요가 있었다. 찰스 2세는 제임스의 딸 메리를 네덜란드의 오라녜 공 빌럼과 혼인하도록 주선하였다. 1678년 티투스 오츠가 "교황주의자들의 음모  "가 있다고 대중들을 선동하면서 후계자에 대한 갈등은 복잡한 양상을 띄게 되었다. 한 때 가톨릭의 선교회인 예수회에 속한 적이 있었던 전직 성공회 성직자 티투스 오츠는 가톨릭 교도들이 현 국왕을 축출하고 요크 공작 제임스를 왕위에 올리려는 음모를 꾸미고 있다고 주장하였다. 물론 그의 이러한 주장은 아무런 근거가 없었지만 제임스에 대한 대중의 우려를 자극하고 있었다. 총리였던 던비 공작은 별 다른 근거가 없더라도 티투스의 주장을 조사해 보기로 결정하였고 기사 의회는 이 주장을 매우 심각하게 받아들였다. 음모에 대한 공개적인 조사가 시작되자 대중은 가톨릭에 대한 집단 히스테리적 반응을 보였다. 판사와 배심원은 기소된 사람의 유죄를 단정하였고, 수 많은 무고한 사람들이 이 광기어린 가톨릭 음모 사건 상황 속에 희생되었다.
가톨릭에 대한 증오가 확산되자 대중은 이 모든 사건의 배후로 지목된 프랑스와 전쟁을 원했지만 루이 14세와 밀약을 맺은 댓가로 재정 지원을 받고 있던 찰스 2세는 결코 이들의 요구를 들어줄 수 없었다. 찰스 2세는 예전과 같이 정치적 위기를 대신 책임질 사람을 내세웠고 이 번엔 던비 공작이었다. 프랑스와의 밀약은 찰스 2세가 주도하고 던비 공작은 총리로서 마지못해 동의한 일이었지만, 의회에는 던비 공작이 이 밀약의 주도자로 알려지게 되었다. 1678년 후반, 의회는 던비 공작을 반역죄로 기소하며 탄핵하였고 찰스 2세는 클라렌던의 때와 달리 던비 공작을 보호하기 위해 1679년 1월 의회를 해산하였다.
1679년 3월 새롭게 소집된 의회는 당연히 국왕의 처사에 적대적이었다. 군대의 유지를 위한 예산이 필요하였던 찰스 2세는 던비 공작이 재무장관 직을 사임하는 것으로 타협하고자 하였으나 의회는 탄핵 절차를 재개하였다. 상원이 추방령을 중재안으로 내세웠으나 하원은 반역에 대한 처벌로 너무 미약하다는 반응을 보였다. 찰스 2세는 결국 던비 공작을 런던탑에 5년 동안 수감시켰다.

## 말년
"가톨릭 교도"인 제임스가 찰스 2세의 후계자가 될 것이라는 두려움은 커다란 정치적 폭풍으로 성장하였다. 카발의 일원이었던 애슐리 남작은 섀프츠베리 백작으로 승격한 뒤 권력의 실세가 되었고 가톨릭 군주의 출현 가능성을 격렬하게 반대하였다. 새프즈베리 백작의 주도로 발의된 가톨릭 교도는 잉글랜드의 국왕이 될 수 없다는 배척법으로 배척법 위기를 겪게 되자 의원 가운데 일부는 찰스 2세의 공인된 사생아 가운데 장남이었던 몬머스 공작의 승계권을 인정해야 한다고 주장하였다. 배척법 위기에서 의회는 배척법을 주장하는 휘그당과 이를 반대하는 토리당으로 결집하여 양분되었다.

### 절대군주
배척법이 왕실의 근간을 흔든다고 판단하였던 찰스 2세는 이후 해마다 의회의 소집과 해산을 반복하였다. 의회가 소집될 때마다 의원들이 계속하여 배척법을 발의하였기 때문이다. 1679년 12월 이후 1681년까지 의회의 소집과 해산을 반복하던 찰스 2세는 대중의 반가톨릭 정서가 시들해지고 자신에 대한 충성심이 견고해졌다고 느끼자 배척법을 발의한 새프츠베리 백작을 반역죄로 기소하였다. 새프츠베리 백작은 네덜란드로 도피하여 남은 생을 그곳에서 보냈고, 찰스 2세는 의회 없이 독단으로 국정을 운영하기 시작하였다.
찰스 2세가 배척법을 거부하자 성공회 신도 일부에서 실제 시역 음모가 진행되었다. 그들은 찰스 2세와 요크 공작 제임스가 뉴마켓에서 열린 경마를 관람하는 때를 음모의 실행일로 잡은 라이 하우스 음모를 추진하였다. 이들은 둘을 살해하고 찰스 2세의 사생아 몬머스 공작을 즉위시킨다는 계획을 꾸몄다. 그러나 큰 화재로 뉴마켓이 전소되는 바람에 경마는 취소되었고 음모를 꾸민 사람들은 자신들의 시역 음모가 탄로날 것이 두려워 도망쳤다. 음모가 발각되자 에식스 백작, 알제넌 시드니, 윌리엄 러셀, 몬머스 공작 등이 체포되었다. 에식스 백작은 런던탑에 수감되자 자살하였고, 시드니와 러셀은 음모에 가담하였다는 증거가 빈약하였으나 처형되었다. 한편 몬머스 공작은 추방되어 오란녜 공 빌럼의 궁정에 보내졌다. 이 일을 계기로 찰스 2세는 런던탑에 가두어 두었던 던비 공작 등을 석방하였고 요크 공작 제임스는 궁정내의 입지를 다지게 되었다. 그 동안 가톨릭의 음모를 주장해 오던 티투스 오츠는 오히려 개신교도에 의해 실제 시역 음모가 발생하자 투옥되었다.
의회가 해산된 상태에서 찰스 2세는 사법권을 남용하여 반대파를 억압하였다. 이러한 독단적 치세를 루이 14세의 절대 왕권에 빗대며 자신들을 "노예"라 부르던 많은 휘그당 정치인들이 기소되어 재산 몰수형을 받았다. 이는 휘그당의 정치 이념에 영향을 주었고 이후 행정과 사법의 분리라는 권력 분립 이론의 토대가 되었다.

### 사망
1685년 2월 2일 찰스 2세는 갑작스런 발작을 일으켜 쓰러졌고 나흘 뒤인 1685년 2월 6일 오전 11시 45분 화이트홀궁에서 사망하였다. 향년 54세였다. 찰스 2세의 사인은 당시 사람들이 보기엔 독살로 비추어졌지만, 오늘날 의학의 관점에서 보면 요독증으로 인한 급성 콩팥 손상으로 추정된다. 당시 찰스 2세는 개인적인 연금술 실험실에서 수은을 다루고 있었고 아마도 이것이 요독증이 발생한 원인이었을 수 있지만 확실치는 않다. 갑작스런 발작 이후 찰스 2세는 당시 의료적 관행에 따라 사혈, 완하제 투약, 부항과 같은 조치를 받았지만 오늘날의 관점에서 보면 그것은 치료라기 보다는 차라리 죽음을 재촉하는 고문과 같은 것이었다.
찰스 2세는 동생인 요크 공작 제임스에게 자신의 정부들을 보살펴 달라고 유언하였다. 특히 그의 오랜 정부였던 "가련한 넬리"를 부탁하였다. 모여든 측신들에게는 "이렇게 죽어가는 시간을 보이게 되어 유감이오, 신사들"이라고 말하며 자신의 아내를 냉랭하게 대했던 태도를 후회하였다. 가톨릭 신부였던 존 허들스턴이 종부성사를 집행하였지만 그것이 누구의 뜻에 따라 진행된 것인지는 분명치 않다. 찰스 2세는 2월 14일 "어떠한 화려함도 없이" 웨스트민스터 사원에 안장되었고 요크 공작 제임스가 왕위를 계승하여 제임스 2세가 되었다. 그는 스코틀랜드의 경우 제임스 7세가 된다.

## 사후

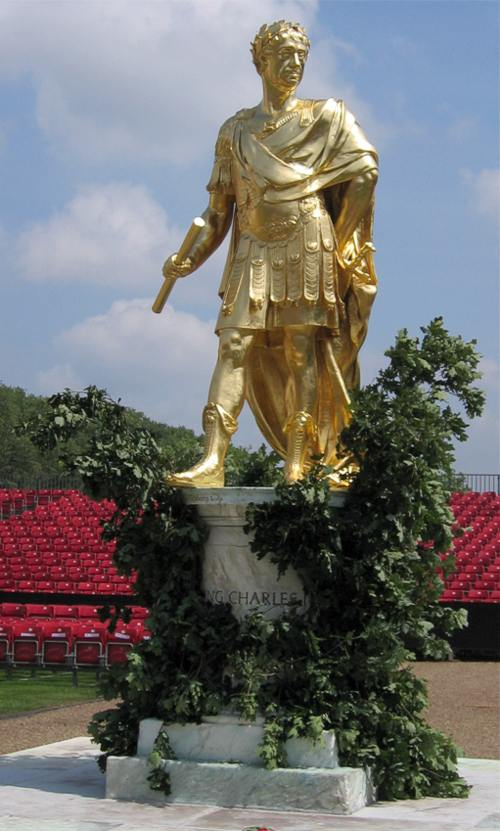
첼시 왕립 병원 앞에 세워진 찰스 2세의 동상

찰스 2세 스스로가 생각하는 인생의 가장 큰 고비는 우스터 전투 이후의 탈출 과정이었다. 생전에 그는 사람들에게 당시 이야기를 들려주는 것을 즐겼다. 들었던 이야기를 몇 번이고 다시 들어야 했던 측근들 입장에서는 지루할 수도 있는 이야기였지만 왕정복고 이후 이 이야기는 일종의 영웅담으로 여러 번 출판되었다. 냉소적인 성격을 지니고 있었던 찰스는 자신이 변장하자 아무도 국왕의 위엄을 알아보지 못하더라는 부분을 특히 즐겼다. 찰스 2세의 모험담은 나중에 축제로도 발전하여 그의 생일이자 런던 복귀일인 5월 29일은 왕정복고일로 기념되었고, 찰스 2세가 탈출 과정에 숨어들었다는 오배자 나무 잎으로 몸을 치장하고 즐기는 풍습이 19세기 중반까지 지속되었다.
찰스 2세는 아내 카트리나와 사이에서 합법적인 후사가 없었지만, 수 많은 정부들과 최소 12 명의 자녀를 남겼다. 그 가운데 다섯은 캐슬마인 여공작의 소생이었고 그 외로도 몰 데이비스, 넬 귄, 엘리자베스 킬리그루, 케서린 페그, 루시 월터, 루이스 드 케루아유 등의 정부를 두었다. 이들이 낳은 사생아 가운데 장남이었던 몬머스 공작은 계승권을 놓고 정치적 분쟁이 일기도 하였다. 찰스 2세는 방탕한 사생활로 "올드 로리"라는 별명을 얻었는데, 당시 종마로 유명하였던 경주마의 이름이다.
찰스 2세의 사생아들은 공작과 같은 귀족의 작위를 받고 정부의 연금으로 생활하였기 때문에 납세자들에게는 울분의 대상이었다. 오늘날에도 버클루 공작, 리치먼드 공작, 그래프턴 공작, 세인트앨번스 공작 등의 세습 귀족들이 찰스 2세의 직계로 남아있다. 현재 영국의 군주인 찰스 3세의 첫 부인 다이애나의 친정은 스튜어트가의 방계인 스팬서 가문으로 이들 역시 찰스 2세와 혈연이 있다.
찰스 2세의 사생아 몬머스 공작은 결국 제임스 2세 치세에 반란을 일으켰으나 1685년 7월 6일 세지무어 전투에서 패배하고 사로잡혀 처형되었다. 그러나 제임스 2세 역시 순탄한 왕위를 유지하지 못하였고 1688년 명예혁명으로 폐위되었다.
찰스 2세는 비교적 자비로운 군주로 기억되었다. 동시대 인물이었던 존 이블린은 "장점과 단점이 두루 많았으나 성실하였고 다가가기 쉬웠으며 피를 보는 것을 즐기지 않아 잔인하지 않았던 왕"으로 묘사한다. 한편 그의 음란한 사생활은 비판의 표적이었는데 제2대 로체스터 백작 존 윌모트는 "이 창녀에서 저 창녀로 굴러다니네, 행복한 군주국의 수치스럽고 가난한 군주여"라고 비난하였다. 찰스 2세의 치세는 토리당 입장에선 비교적 평안했던 자비로운 군주의 통치기였지만 휘그당 입장에선 독단적인 전재군주의 시기였다.
찰스 2세는 예술과 과학의 후원자이기도 하였다. 한 때 혈액순환론을 주장하였던 윌리엄 하비에게서 교육을 받았던 인연으로 찰스 2세는 평생 과학에 관심이 많았다. 당시 유럽의 여느 귀족들과 마찬가지로 찰스 2세 역시 연금술에 심취하였고 실제 화학 실험에 상당한 조예가 있었다. 1660년 왕정복고와 함께 세워진 왕립학회를 후원하면서 로버트 후크, 로버트 보일과 아이작 뉴턴 등의 과학자들의 활동을 지원하였다. 찰스 2세는 프랑스의 과학 발전에 상당한 경계심을 보였고 1673년에는 그리니치 천문대를 세웠다. 그는 직접 해부학 강의를 관람하는 가 하면 말년까지도 연금술 실험을 계속하였는데, 이러한 안전하지 않은 화학 실험이 사망의 원인이었을 것이라는 추측이 있다. 1681년 문을 연 첼시 왕립 병원에는 로마의 황제로 묘사된 찰스 2세의 동상이 세워져 있다.

## 같이 보기
- 브레다 선언
- 기사 의회
- 통일령

## 참고 문헌
- Airy, Osmund (1904). 《Charles II》. London: Longmans, Green & Co. hdl:2027/uc1.$b674296.
- Ashmole, Elias (1715). 《The History of the Most Noble Order of the Garter》. London: Bell, Taylor, Baker and Collins.
- BBC staff (October 2003). 《Charles II and the women who bore his children》 (PDF). BBC. 2004년 4월 14일에 원본 문서 (PDF)에서 보존된 문서.
- 《Bombay: History of a City》. The British Library Board. 2013년 6월 25일에 원본 문서에서 보존된 문서. 2010년 4월 19일에 확인함.
- “Nova et Vetera”. 《British Medical Journal》 2 (4064): 1089. 1938. doi:10.1136/bmj.2.4064.1089. PMC 2210948. PMID 20781915.
- Brown, K. M.;  외., 편집. (2007–2017). 〈Proclamation: of King Charles II, 5 January 1649 (NAS. PA2/24, f.97r-97v.)〉. 《The Records of the Parliaments of Scotland to 1707》. University of St Andrews. 2016년 8월 5일에 확인함.
- Bruce, Thomas (1890). 《Memoirs of Thomas, Earl of Ailesbury, Vol. 1》. Westminster: Roburghe Club, Nichols & Sons.
- Burnet, Gilbert (1847). 《History of My Own Time, part1》. Oxford: Clarendon Press.
- Bryant, Mark (2001). 《Private Lives》. London: Cassell. ISBN 0-304-35758-8.
- Chisholm, Hugh, 편집. (1911), 〈East India Company〉, 《브리태니커 백과사전》 8 11판, 케임브리지 대학교 출판부, 834–835쪽
- Cokayne, George E. (1926). 〈Appendix F. Bastards of Charles II〉. 《The Complete Peerage》 VI. Revised and enlarged by Gibbs, Vicary; Edited by Doubleday, H. A., Warrand, D., and de Walden, Lord Howard. London: St Catherine Press.
- Doble, C. E., 편집. (1885). 《Remarks and Collections of Thomas Hearne》 1. Oxford: Clarendon Press for the Oxford Historical Society.
- Evelyn, John (1952). 《Diary of John Evelyn, Vol. 1》. London: Dent & Sons.
- Falkus, Christopher (1972). 《The Life and Times of Charles II》. London: Weidenfeld and Nicolson. ISBN 0-297-99427-1.
- Fraser, Antonia (1979). 《King Charles II》. London: Weidenfeld and Nicolson. ISBN 0-297-77571-5.
- Haley, K.H.D. (1985). 《Politics in the Reign of Charles II》. Oxford: Basil Blackwell. ISBN 0-631-13928-1.
- Hanrahan, David (2006). 《Charles II and the Duke of Buckingham》. UK: Sutton Publishing.
- Hudson's Bay Company. 《The Royal Charter of the Hudson's Bay Company》. 2010년 12월 10일에 원본 문서에서 보존된 문서. 2023년 10월 2일에 확인함.
- Hume, David (1778). 《The History of England from the Invasion of Julius Caesar to the Revolution in 1688》 VIII. London: printed for T. Cadell. 212쪽.
- Hutton, Ronald (1989). 《Charles II: King of England, Scotland, and Ireland》. Oxford: Clarendon Press. ISBN 0-19-822911-9.
- Israel, Jonathan Irvine (1998). 《The Dutch Republic: Its Rise, Greatness, and Fall, 1477–1806》. Oxford: Clarendon.
- Jardine, Lisa (2004). 《The Curious Life of Robert Hooke: The Man Who Measured London》. London: Harper Perennial. ISBN 0-00-715175-6.
- Melville, Lewis (2005). 《The Windsor Beauties: Ladies of the Court of Charles II》. Loving Healing Press. 91쪽. ISBN 1-932690-13-1.
- Miller, John (1991). 《Charles II》. London: Weidenfeld and Nicolson. ISBN 0-297-81214-9.
- Pearson, Hesketh (1960). 《Charles II: His Life and Likeness》. London: Heinemann.
- Pepys, Samuel (1906a). 《Diary of Samuel Pepys》 1. London: Dent & Sons. 
  - —— (1906b). 《Diary of Samuel Pepys》 2. London: Dent & Sons.
- Porter, Stephen (January 2007), 〈The great fire of London〉, 《옥스포드 영국 인명 사전》 온라인판, 옥스포드 대학교 출판부, doi:10.1093/ref:odnb/95647 (Subscription 또는 UK 공공도서관 회원 필수.)
- Raithby, John, 편집. (1819). 〈Charles II, 1672: An Act for preventing Dangers which may happen from Popish Recusants〉. 《Statutes of the Realm: volume 5: 1628–80》. 2010년 4월 19일에 확인함.
  - ——, 편집. (1819a). 〈Charles II, 1678: (Stat. 2.) An Act for the more effectuall preserving the Kings Person and Government by disableing Papists from sitting in either House of Parlyament〉. 《Statutes of the Realm: volume 5: 1628–80》. 2010년 4월 19일에 확인함.
- Roberts, Jacob (Fall 2015). “Tryals and tribulations”. 《Distillations Magazine》. 14–15쪽. 2018년 3월 22일에 확인함.
- Scott, C. L.; Turton, A.; von Arni, E. G. (2004). 《Edgehill – The Battle Reinterpreted》. Pen & Sword Books.
- Seaward, Paul (2004), 〈Charles II (1630–1685)〉, 《옥스포드 영국 인명 사전》 온라인판, 옥스포드 대학교 출판부, doi:10.1093/ref:odnb/5144 (Subscription 또는 UK 공공도서관 회원 필수.)
- The Royal Household (2009). 《Charles II (r. 1660–1685)》. Official website of the British Monarchy. 2010년 4월 19일에 확인함.
- Uglow, Jenny (2009). 《A Gambling Man: Charles II's Restoration Game》. Faber & Faber. ISBN 978-0-571-21733-5.
- Weber, Harold (1988). “Representations of the King: Charles II and His Escape from Worcester”. 《Studies in Philology》 85 (4): 489–509. JSTOR 4174319.
- Weir, Alison (1996). 《Britain's Royal Families: The Complete Genealogy》 Revis판. Random House. ISBN 0-7126-7448-9.
- Wynne, S. M. (2004), 〈Catherine (1638–1705)〉, 《옥스포드 영국 인명 사전》 온라인판, 옥스포드 대학교 출판부, doi:10.1093/ref:odnb/4894 (Subscription 또는 UK 공공도서관 회원 필수.)